# Anna Söderblom
För forskaren och näringslivspersonen med samma namn född 1965, se Anna Söderblom (näringslivsperson)

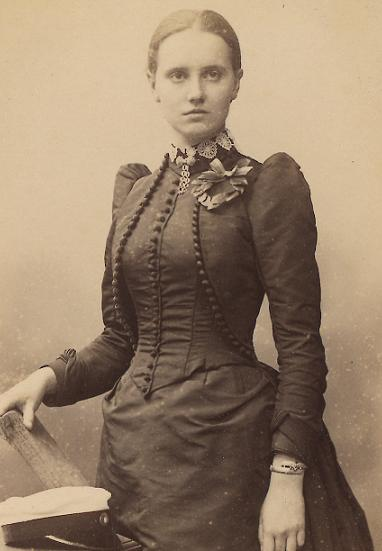
Anna Forsell (gift Söderblom) med studentmössa 1890.

Anna Olivia Söderblom, född Forsell den 24 september 1870 i Stockholm, död 16 augusti 1955 i Uppsala, var en svensk lärare och författare. Hon var gift med ärkebiskop Nathan Söderblom. 
Söderblom föddes som dotter till sjökapten Carl August Forsell och Axeline Åberg samt syster till John Forsell. Efter mogenhetsexamen i Stockholm 1890 blev hon filosofie kandidat och var verksam som lärarinna i Stockholm och Halmstad. Hon ingick 29 april 1894 äktenskap i Ersta kapell med Nathan Söderblom. Till följd av makens arbete kom paret att vara bosatt i både Paris och Leipzig. Söderblom var bland annat ordförande i Svenska kvinnors missionsförening 1916–1927, i centralnämnden för Sveriges hemsysterskolor, vice ordförande i Stiftelsen Andreas Ands minne, medlem av Svenska Röda Korsets tionde distrikt 1918–1939, i Ekumeniska rådet 1932–1937 och kassaförvaltare i stiftelsen Frideborg 1931–1940.
Söderblom företog resor i bland annat Grekland, Turkiet, USA och Brasilien. Hon skrev Gemensamma måltidstimmar (1917), En Amerikabok (1925) och Svensk allmoge i Amerika (1930) samt utgav Ett år, Ord för varje dag, samlade ur Nathan Söderbloms skrifter samt makens Sommarminnen (1941). Hon tilldelades Illis Quorum och Röda Korsets guldmedalj.
Söderblom var aktiv i kampen mot kvinnlig rösträtt. I Uppsala tog hon initiativ till 1912 års antirösträttsmöte, och hon manade på för en proposition mot kvinnlig valbarhet och rösträtt. Hon menade att kvinnlig rösträtt skulle gynna socialister.

## Barn
1. Helge Söderblom, född  8 januari 1896 i Paris, redaktör i TT, död 7 januari 1932.[4]
2. Brita Söderblom, född 31 december 1896 i Paris, död 16 januari 1989. Gift 1919 med  ärkebiskopen Yngve Brilioth.
3. Sven Söderblom, född 24 januari 1898 i Paris, affärsman i USA, död i maj 1976.
4. Ingrid Söderblom, född 10 februari 1899 i Paris, död 23 oktober 1900.
5. Staffan Söderblom, född 14 juli 1900 i Paris, envoyé, död 11 december 1985.
6. Lucie Söderblom, född 16 januari 1902, död 10 december 2002. Gift 1924 med biskop Arvid Runestam.
7. Yvonne Söderblom, född 30 oktober 1903, död 8 januari 1990. Gift 1929 med biskop Algot Anderberg.
8. Jan Söderblom, född och död 24 januari 1905.
9. Jon Olof Söderblom, född 27 juni 1906, handsekreterare hos statsministern, därefter förste kanslisekreterare i utrikesdepartementet, död 15 januari 1981.
10. Carl Söderblom, född 7 april 1908, affärsman i Buenos Aires, död 15 februari 1967.
11. Lag Söderblom, född 4 juni 1912, läroverksadjunkt vid Stockholms samgymnasium, död 14 mars 1989. Far till Staffan Söderblom.
12. Gustaf Söderblom, född 6 juli 1914 i Leipzig, kapten vid Upplands regemente, därefter komminister i Bälinge och Åkerby, död 27 juni 1998.